# Román kolindadallamok
A Román kolindadallamok (Bartók Béla műve) ciklus 10-10 darabot dolgoz fel két sorozatban.
A kolindák változatos stílusú, alkalomhoz kötött román parasztdalok, amelyeket karácsonykor, falun, legények énekelnek házról házra járva.
A mű 1915-ben keletkezett, és kicsivel kevesebb mint 11 perc hosszú.
- Tételek:
  - I. sorozat

1. Allegro (Pa cel plai de munte)
2. Allegro (Intreaba si 'ntreaba)
3. Allegro D-oi roaga sa roaga)
4. Andante (Ciucur verde de matasa)
5. Allegro moderato (Coborât-o coborât-o)
6. Andante (In patru cornuti de lume)
7. Andante (La lina fântâna)
8. Allegro (Noi umblam d-a corindare)
9. Allegro (Noi acum ortacilor)
10. Più allegro (Tri crai dela rasaritu)

- - II. sorozat

1. Molto moderato (Colo'n jos la munte'n josu)
2. Moderato (Deasupra pa rasaritu)
3. Andante (Creste-mi, Doamne crestiu)
4. Andante (Sculati, sculati boieri mari)
5. Moderato (Ai, Colo'n josu mai din josu)
6. Andante (Si-o luat, luata)
7. Variante della precedente (Colo sus, mai susu)
8. Allegro (Colo sus pa dupa luna)
9. Allegretto (De cei-i domnul bunu)
10. Allegro (Hai cu totii sa suimu)